# نبرد کرن
نبرد کرن (ایتالیایی: Battaglia di Cheren) از ۳ فوریه تا ۲۷ مارس ۱۹۴۱ انجام شد. کرن در طول عملیات آفریقای شرقی از جنگ جهانی دوم توسط بریتانیا مورد حمله قرار گرفت.